# Warwick Stevenson
Warwick Stevenson (Sídney, 13 de mayo de 1980) es un deportista australiano que compitió en ciclismo en la modalidad de BMX. Ganó una medalla de oro en el Campeonato Mundial de Ciclismo BMX de 2004, en la carrera masculina.

## Palmarés internacional
| Campeonato Mundial | Campeonato Mundial          | Campeonato Mundial | Campeonato Mundial |
| Año                | Lugar                       | Medalla            | Competición        |
| ------------------ | --------------------------- | ------------------ | ------------------ |
| 2004               | Valkenswaard (Países Bajos) | Medalla de oro     | Carrera            |